# Bolbitis rhizophylla
Bolbitis rhizophylla là một loài thực vật có mạch trong họ Lomariopsidaceae. Loài này được (Kaulf.) Hennipman mô tả khoa học đầu tiên năm 1970.